# Carica cnidoscoloides
Carica cnidoscoloides, biljka iz roda papaja, ponekad smještena u vlastiti monotipski rod Horovitzia . Meksički je endem iz oblačnih šuma Sierra de Juárez u Oaxaci. Raste na nadmorskoj visini od 800 do 1600 metara. 
To je Malo zimzeleno dvodomno stablo visine 0.5–4 metra.

## Sinonimi
- Horovitzia cnidoscoloides (Lorence & R.Torres) V.M.Badillo